# تپه بلوک غلام
تپه بلوک غلام مربوط به دوران‌های تاریخی پس از اسلام است و در شهرستان علی‌آباد، بخش مرکزی، روستای بلوک غلام واقع شده و این اثر در تاریخ ۱۱ مهر ۱۳۸۳ با شمارهٔ ثبت ۱۱۱۸۲ به‌عنوان یکی از آثار ملی ایران به ثبت رسیده است.